# Sarah Churchillová, vévodkyně z Marlborough
Sarah Churchillová, vévodkyně z Marlborough (Sarah Churchill, Duchess of Marlborough) (5. června 1660 St Albans, Anglie – 18. října 1744, Londýn, Anglie) byla anglická šlechtična. Jako milenka Jakuba II. a manželka významného vojevůdce Johna Churchilla patřila k vlivným osobnostem anglické historie přelomu 17. a 18. století. Významný vliv na politiku měla jako nejvyšší hofmistryně (Mistress of the Robes) královny Anny (1702–1714). Od roku 1702 užívala titul vévodkyně z Marlborough, podílela se na budování rodové rezidence Blenheim Palace. K jejímu přímému potomstvu patří Winston Churchill nebo princezna Diana.

## Kariéra u dvora
Pocházela z drobné venkovské šlechty, byla dcerou Richarda Jenningse (1619–1668), který vlastnil statky v Hertfordshire a byl členem Dolní sněmovny. Jeho starší dcera Frances (1647–1730) z prvního manželství byla manželkou hraběte z Tyrconnelu. Sarah od dětství žila u dvora vévody z Yorku, s nímž se její otec sblížil v období restaurace. Byla milenkou Jakuba II. a díky tomu dosáhl vzestupu její manžel John Churchill, za nějž se provdala v roce 1677. Od roku 1678 byla první dvorní dámou princezny Anny.
Vrcholu kariéry dosáhla za vlády královny Anny, kdy se již jako vévodkyně z Marlborough stala správkyní soukromé královské pokladny (1702–1711) a nejvyšší hofmistryní (Mistress of Robes) (1704–1714). Její manžel vévoda z Marlborough patřil tehdy k předním vojenským osobnostem války o španělské dědictví, Sarah často pobývala ve Woodstocku, kde dohlížela na budování rodového sídla Blenheim Palace. Zůstávala ale v kontaktu s královnou Annou a svým vlivem zasahovala do vnitřních i zahraničních politických záležitostí. Po pádu whigistické vlády hraběte Godolphina (1710) upadl její i manželův vliv, v roce 1711 byla odvolána z postu správkyně královské pokladny. Na veřejné dění již neměla vliv, ale do smrti královny Anny zastávala funkci nejvyšší hofmistryně. S nástupem Jiřího I. byla opět povolána ke dvoru jako stoupenkyně strany whigů, patřila k předním osobnostem dvora, ale politický vliv již neměla žádný. Po smrti svého manžela se jako jeho dědička stala jednou z nejbohatších žen v Evropě (1722).

## Manželství a potomstvo

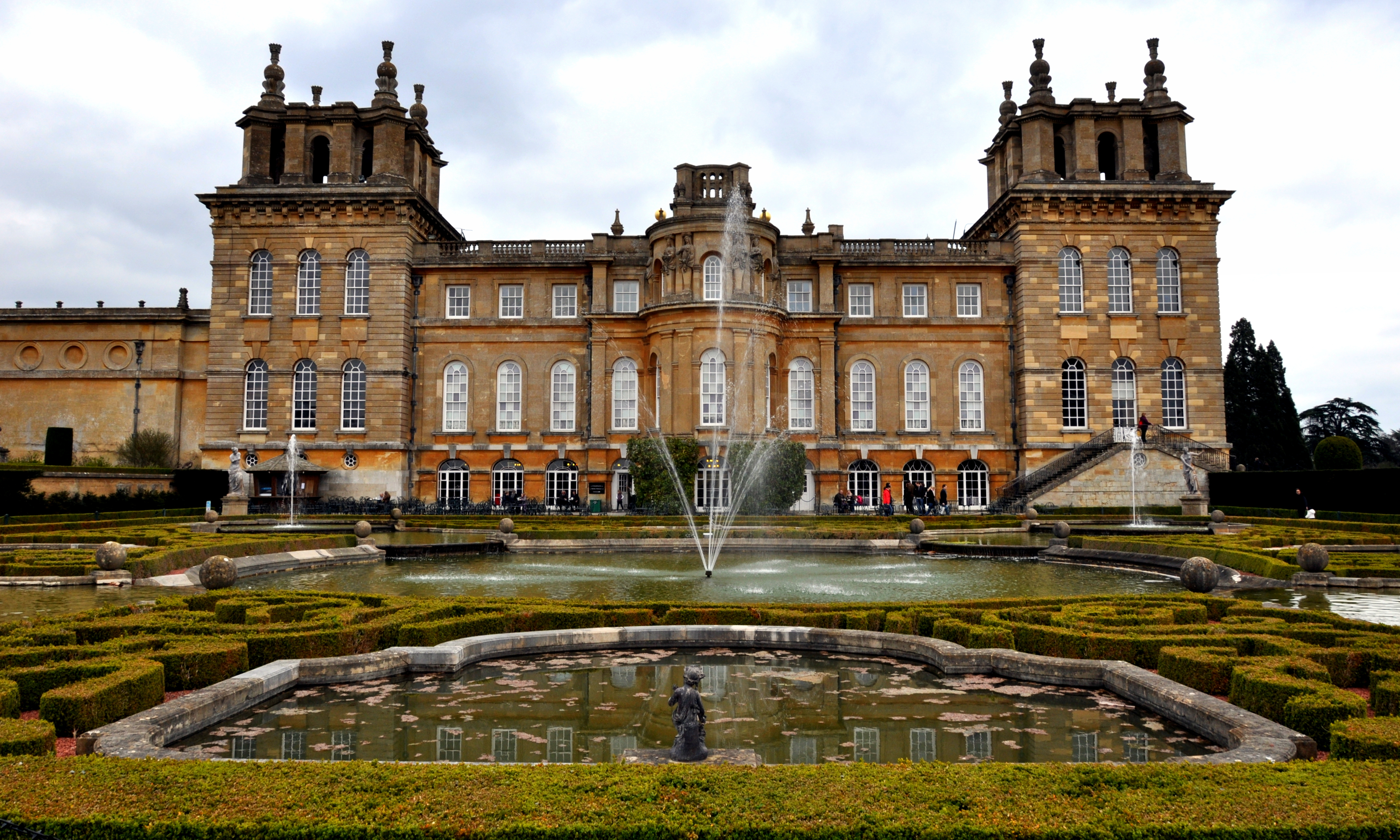
Zámek Blenheim Palace, Oxfordshire

Za Johna Churchilla se provdala v roce 1677, z jejich manželství pocházelo šest dětí. Jediný syn John zemřel předčasně, titul vévody z Marlborough přešel na spřízněný rod Spencerů.
- Henrietta (1681–1733), manžel 1698 Francis Godolphin, 2. hrabě Godolphin (1678–1766), dvořan, lord strážce tajné pečeti 1735–1740
- Anne (1683–1716), manžel 1700 Charles Spencer, 3. hrabě ze Sunderlandu (1675–1722), první ministr 1718–1721
- John Churchill, markýz z Blandfordu (1686–1703)
- Elizabeth (1687–1714), manžel 1703 Scroop Egerton, 1. vévoda z Bridgewateru (1681–1745), generál a dvořan
- Mary (1689–1751), manžel 1705 John Montagu, 2. vévoda z Montagu (1689–1749), generál a dvořan